# Frédéric Vitoux
Pour les articles homonymes, voir Vitoux.
Cet article possède un paronyme, voir Frédéric Valletoux.
Frédéric Vitoux, né le 19 août 1944 à Vitry-aux-Loges (Loiret), est un écrivain et critique littéraire français, membre de l'Académie française. Il s'illustre dans les domaines du roman, de la biographie et de la critique littéraire et cinématographique.

## Biographie
Frédéric Vitoux est le fils de Marguerite Denoyer et Pierre Vitoux, journaliste au Petit Parisien. Il indique être né dans un petit village du Loiret, au moment précis de la Libération, dans les heures séparant le départ de la Wehrmacht et l'arrivée des Alliés. Quelques jours après sa naissance, il part avec sa mère à Paris, dans l'hôtel Lambert, sur l'Île Saint-Louis, où sa famille habite depuis plusieurs générations. Il ne rencontre son père, qui était venu le voir juste après sa naissance mais a été emprisonné ensuite pour faits de collaboration, qu'à l'âge de quatre ans (il en a parlé par la suite dans son roman L’Ami de mon père).
Frédéric Vitoux suit ses études secondaires à l’école Massillon, puis au lycée Charlemagne à Paris. Élève de mathématiques supérieures dans cet établissement après son bac, il prépare le concours d’entrée à l’IDHEC (Institut des hautes études cinématographiques) puis bifurque vers des études littéraires : licence de lettres à la Sorbonne puis doctorat ès lettres, en 1972, avec une thèse consacrée à Louis-Ferdinand Céline qui, remaniée, deviendra son premier livre.

### Vie privée
Il a une sœur et un frère. En 1968, il épouse Nicole Chardaire, née en 1937, également originaire de l'Île Saint-Louis où elle tenait une librairie minuscule.

### Écrivain et journaliste
À partir de 1966, il écrit dans la revue de cinéma Positif.
En septembre 1973, son premier roman Cartes postales est publié chez Gallimard. En 1974, il devient critique littéraire au Quotidien de Paris que lance Philippe Tesson. En 1978 il rejoint Le Nouvel Observateur où il est critique littéraire et cinématographique. Dans les années 1970, il est conseiller littéraire aux éditions Stock puis entre au comité de lecture des éditions Calmann-Lévy, où il reste jusqu’au début des années 1990.
Il a également écrit le scénario et les dialogues d'une très libre adaptation de Sans Famille d’Hector Malot, diffusée sur la chaîne de télévision France 2 en décembre 2000, et le scénario d'une non moins libre adaptation de Robinson Crusoé, toujours pour France 2, deux ans plus tard.
Sainte-Maxime, où il passe ses vacances d'enfance dans la villa familiale, est régulièrement le théâtre de ses romans (L’Ami de mon père, La Nartelle, Riviera, Villa Sémiramis, Clarisse, Longtemps, j'ai donné raison à Ginger Rogers).
Il publie des essais : Rossini, Venise, Céline, et (sur le chat de celui-ci) Bébert, le Chat de Louis-Ferdinand Céline (1976), puis La Vie de Céline (1988).
Depuis 2016, il préside la Commission d'enrichissement de la langue française.

### Académie française
Il est élu à l’Académie française le 13 décembre 2001, au fauteuil 15, succédant à Jacques Laurent. Il est reçu le 27 mars 2003 par Michel Déon ; lui-même reçoit Jean-Loup Dabadie le 12 mars 2009 et Michael Edwards le 22 mai 2014.
Il appartient également à la commission du Dictionnaire.

### Récompenses
- 1976 : Prix Maillé-Latour-Landry de l’Académie française pour Les cercles de l’orage
- 1979 : Prix Biguet de l’Académie française pour Céline
- 1982 : Prix Biguet pour Mes îles Saint-Louis
- 1985 : Prix Henri-Dumarest de l’Académie française pour La Nartelle
- 1988 : Prix Goncourt de la biographie pour La vie de Céline
- 1988 : Prix de la critique de l’Académie française pour Céline
- 1991 : Prix Valery-Larbaud pour Sérénissime
- 1992 : Grand prix du roman de la Ville de Paris pour Charles et Camille
- 1994 : Grand Prix du roman de l'Académie française pour La Comédie de Terracina

### Décorations
- Commandeur de l'ordre des Arts et des Lettres[6].
- Officier de la Légion d'honneur Il est fait chevalier le 31 décembre 2004[7], et promu officier le 12 juillet 2013[8].
- Commandeur de l'ordre du Mérite culturel de Monaco. Après avoir reçu le titre d'officier le 18 novembre 2014[9], il est élevé au rang de commandeur le 18 novembre 2020[10].
- Commandeur de l'ordre du Mérite de la République italienne‎[11] (2005).

## Œuvres
- 1973 :
  - Louis-Ferdinand Céline, misère et parole (Gallimard ; thèse de 3e cycle ès lettres remaniée)
  - Cartes postales (Gallimard)
- 1976 :
  - Les Cercles de l’orage (Grasset)
  - Bébert, le chat de Louis-Ferdinand Céline (Grasset)
- 1978 : Yedda jusqu’à la fin (Grasset) et Céline (Belfond)
- 1979 : Un amour de chat (Balland)
- 1981 : Mes îles Saint-Louis (Le Chêne)
- 1982 : Gioacchino Rossini (Le Seuil)
- 1983 : Fin de saison au Palazzo Pedrotti (Le Seuil)
- 1985 : La Nartelle (Le Seuil)
- 1986 : Il me semble désormais que Roger est en Italie (Actes Sud)
- 1987 : Riviera (Le Seuil)
- 1988 : La Vie de Céline (Grasset)
- 1990 :
  - Sérénissime (Le Seuil)
  - L'Art de vivre à Venise (Flammarion)
- 1992 : Charles et Camille (Le Seuil)
- 1993 : Paris vu du Louvre (A. Biro)
- 1994 : La Comédie de Terracina (Le Seuil)
- 1996 : Deux Femmes (Le Seuil)
- 1998 : Esther et le Diplomate (Le Seuil)
- 2000 : L'Ami de mon père (Le Seuil), roman où il évoque la collaboration de son père.
- 2001 : Le Var pluriel et singulier (Équinoxe)
- 2003 : Des dahlias rouge et mauve (Le Seuil)
- 2004 : Villa Sémiramis (Le Seuil)
- 2005 : Le Roman de Figaro (Fayard)
- 2006 : Un film avec elle (Fayard)
- 2008 : Clarisse (Fayard)
- 2008 : Dictionnaire amoureux des chats (Plon)
- 2009 : Céline, un homme en colère (Écriture)
- 2010 : Grand Hôtel Nelson (Fayard)
- 2011 : Bernard Frank est un chat (Léo Scheer)
- 2012 : Jours inquiets dans l’île Saint-Louis (Fayard)
- 2013 : Voir Manet (Fayard)
- 2014 : Les Désengagés (Fayard)
- 2016 : Au rendez-vous des Mariniers (Fayard)
- 2018 : L'Express de Bénarès (Fayard)
- 2020 : Longtemps, j'ai donné raison à Ginger Rogers (Grasset)
- 2022 : L'Ours et le Philosophe (Grasset)
- 2023 : Album de la Pléiade : Céline (Gallimard)
- 2023 : L'assiette du chat (Grasset)

### Assistant réalisateur
- 1966 : Massacre pour une orgie de Jean-Pierre Bastid